# 格林·索尔特斯
格林·索尔特斯（英語：Glynn Saulters，1945年2月10日—），出生于路易斯安那州明登，美国前男子篮球运动员。他曾代表美国获得1968年夏季奥运会篮球比赛男子金牌。